# Миттельштедт, Максимилиан
Максимилиа́н Ми́ттельштедт (нем. Maximilian Mittelstädt; род. 18 марта 1997, Берлин) — немецкий футболист, защитник клуба «Штутгарт» и сборной Германии. Участник чемпионата Европы 2024.

## Клубная карьера
Миттельштедт перешёл в академию «Герты» в 15 лет. Становился чемпионом Германии среди юношей. С 2014 года играет во второй команде. С сезона 2015/16 призывается и тренируется с основной командой. 15 августа 2015 года подписал свой первый профессиональный контракт с клубом, сроком на три года.
2 марта 2016 года дебютировал в Бундеслиге в поединке против франкфуртского «Айнтрахта», выйдя на замену на 90-й минуте вместо Саломона Калу. Всего в чемпионате провёл три игры, две остальные выходился в стартовом составе и проводил на поле все 90 минут.
После сезона 2018/19 Миттельштадт досрочно продлил контракт с «Гертой».
7 июня 2023 года подписал трехлетний контракт с клубом «Штутгарт».

## Карьера в сборной
Вызывается в юношеские сборные Германии. Являлся кандидатом на поездку с составе юношеской сборной до 19 лет на чемпионат Европы 2016 года.
14 марта 2024 года был впервые вызван в национальную сборную Германии для участия в товарищеских матчах против сборных Франции и Нидерландов. Дебютировал 23 марта в матче против сборной Франции (2:0), вышел на поле в стартовом составе и провёл полный матч.
Был включён в состав сборной на домашний чемпионат Европы 2024 года.

## Достижения
«Штутгарт»
- Обладатель Кубка Германии: 2024/25